# ألبرتو بونوتشي
ألبرتو بونوتشي (بالإيطالية: Alberto Bonucci) (و. 1918 – 1969 م) هو مخرج أفلام، وممثل مسرحي، وممثل أفلام من إيطاليا، ومملكة إيطاليا، ولد في كامبوباسو، توفي في روما، عن عمر يناهز 51 عاماً، بسبب سرطان.

## التعليم
تعلم في أكاديمية سيلفيو داميكو الوطنية للفنون المسرحية ‏
.

## وصلات خارجية
- ألبرتو بونوتشي على موقع IMDb (الإنجليزية)
- ألبرتو بونوتشي على موقع ألو سيني (الفرنسية)
- ألبرتو بونوتشي على موقع أول موفي (الإنجليزية)
- ألبرتو بونوتشي على موقع قاعدة بيانات الأفلام السويدية (السويدية)
- ألبرتو بونوتشي على موقع ديسكوغز (الإنجليزية)
- ألبرتو بونوتشي على موقع قاعدة بيانات الفيلم (الإنجليزية)
- ألبرتو بونوتشي على موقع كينوبويسك (الروسية)